# Слобожанское (Нововодолажский район)
Слобожа́нское (укр. Слобожанське; до 2016 г. — Коминте́рн) — село, Станичненский сельский совет, Нововодолажский район, Харьковская область, Украина.
Код КОАТУУ — 6324285006. Население по переписи 2001 года составляет 1266 (642/624 м/ж) человек. По данным сайта postcode.in.ua — 796 человек.

## Географическое положение
Село Слобожанское находится у одного из истоков реки Камышеваха.
Рядом с селом проходит автомобильная дорога М-18 (E 108).
На расстоянии в 2 км расположены посёлок Палатки и село Дегтярка.
В 2-х км находится железнодорожная станция Власовка.

## Экономика
- Молочно-товарная ферма.
- Частное сельскохозяйственное предприятие «Коминтерн».

## Объекты социальной сферы
- Больница.
- Школа.
- Дом культуры .

## Достопримечательности
- Братская могила советских воинов. Похоронено 84 воина.